# Xenocentrismo
Xenocentrismo é um neologismo politico, conhecido como o antônimo de etnocentrismo. Xenocentrismo é a preferência por idéias,valores, estilos e produtos de outras culturas, em vez de sua própria. O conceito é considerado uma visão subjetiva de relativismo cultural. Um exemplo é a romantização do nobre selvagem entre os Séculos XV, XVI, XVII, XVIII e XIX e início do Século XX e o movimento primitivismo na arte, na filosofia e na etnografia durante as décadas de 1890, 1900, 1910, 1920, 1930, 1940 e 1950, décadas amplamente ligadas a uma forte voga do movimento Modernista nas artes ocidentais e ocidentalizadas.

## Origens do termo
Xenocentrismo tem recentemente sido usando na filosofia social para descrever uma disposição ética particular. O etnocentrismo, como cunhado pelo professor William Graham Sumner, da Universidade Yale, descreve as tendências naturais de um indivíduo em colocar um valor desproporcional sobre os valores e crenças de uma cultura própria em relação a outras.